# ألمظ وعبده الحامولي (فلم)
ألمظ وعبده الحامولي فيلم مصري أنتج للسينما بالألوان عام 1962.
تتحول (ألمظ) من عاملة بسيطة إلى واحدة من ألمع كواكب الغناء في عهد الخديوي إسماعيل، يشجعها المطرب الكبير (عبده الحامولي) ويقدمها إلى الأوساط الراقية، فيريد الخديوي أن يحتفظ بها لنفسه، تقبل ألمظ أن تمنحه صوتها من دون جسدها، فيوافق الخديوي أن تتزوج من عبده الحامولي. يمنعها عبده الحامولي من الغناء بعد الزواج؛ فتحدث مشاكل بين القصر والمغنيين جميعا بشكل عام، مما يؤدي إلى انضمامهما إلى الحركة الشعبية الثورية التي بدأت تقوى في ذلك الوقت، وينتهي الحال بمواجهة نهائية مع الخديوي والقصر.

## بطولة
| - وردة الجزائرية: (ألمظ) - عادل مأمون: (عبده الحامولي) - حسين رياض: (الخديوي إسماعيل) - شكري سرحان: (سالم ملاحظ المقاول) - حسن فايق: (خليل خادم الخديوي اسماعيل) - فؤاد المهندس: (حسان البنا) - فتوح نشاطي - وداد حمدي | - سلوى محمود - إبراهيم عمارة - توفيق الدقن: (عمران) - نادية الجندي: (عاهرة فرنسية) - سامية رشدي - سعيد خليل - علي رشدي - إدمون تويما | - رجاء يوسف - عبد البديع العربي - عباس رحمي - حسين إسماعيل - عبد الغني النجدي - عبد الحميد زكي - عبد المنعم سعودي - محمد شوقي | - عمر عفيفي - عبد المنعم إسماعيل - إبراهيم رمزي - جمعة إدريس - علية فوزي - إبراهيم حشمت - محمد نبيه - خيرية صدقي |

## إنتقاد الفيلم
أنتقد الفيلم بالرغم من نجاحه لأن الأغاني والألحان الأصلية للمطربين لم تسخدما في الفيلم مما أثر على أصالته ومصداقية طرحه للتراث.

## روابط خارجية
- مقالات تستعمل روابط فنية بلا صلة مع ويكي بيانات